# Os rentador menjacrancs
L'os rentador menjacrancs (Procyon cancrivorus) és un carnívor de la família dels prociònids que viu des de Costa Rica fins al riu de la Plata, a l'Uruguai i el nord de l'Argentina. La llargada corporal és de 54-76 cm, amb una cua de 25-38 cm. Pesa 2-8 kg.